# Стојан Бошковић
Стојан Бошковић (Свилајнац, 1833 — Београд,  21. фебруар 1908) био је српски просветни радник, политичар и историчар.

## Биографија
Потиче из сиромашне породице у Свилајнцу и од малих ногу препуштен сам себи се пробијао кроз живот. Отац Бошко Ђорђевић био је сиромашни занатлија - терзија у том граду. Деда са мајчине стране, Ђурица истакао се током Првог српског устанка. Био је члан Правитељствујушћег совјета (1804-1805), а 1809. године погинуо је славно у Каменици код Ниша, заједно са ресавским кнезом Стеваном Синђелићем. Школовао се прво "учећи друге", да би касније је стекао "државно благодејаније" (стипендију). Основну школу је завршио у родном граду. Похађао је гимназију у Београду, а затим је студирао права и филозофију на Лицеју 1853. године. Од ране младости је Стојан хронично боловао од "костобоље". Године 1849. је добио поменуту државну стипендију за стручно усавршавање у "Германији" (Немачкој), али због тешке болести није могао да оде. Између 1848. и 1851. године спада у ред најактивнијих и најдаровитијих чланова "Друштва Младежи српске". Он је његов секретар и благајник. Публицистички рад започиње 1851. године, са прилозима у "Србским новинама", "Народном вјестику", те "Седмици" и Шумадинци".

## Каријера у просвети и политици
Каријеру је започео у Шапцу као професор 1853. године. Радио је у тамошњој полугимназији, а од 1857. године био је њен директор. Још тада се предано посвећује књижевно-публицистичком раду и политичком ангажману. Први његов публицистички наступ је из 1857. године, када у "Србском дневнику" стручно расправља "О преображају просветне струке" у Србији. Исте године је превео и Левичногов роман: Црногорац или страдања Хришћана у Турској. У политички живот улази он 1859. године током избора за Народну скупштину. Мада је победио и добио мандат, влада је поништила тај избор под изговором да кнез Милош "неће чиновнике у скупштини". Из Шапца прелази у Београд захваљујући упливу политичких пријатеља, где је прво радио као професор гимназије, а потом је 1859. и 1860. године био уредник званичних Србских новина. Бошковић је био привржен либералним политичким схватањима па је претрпео прогон за време владавине кнеза Михаила Обреновића. Премештен је из престонице, радио прво у Неготину па Зајечару, да био враћен у престоницу 1862. године. Честити професор Бошковић је због својих либералних политичких уверења био гоњен и хапшен, и чак принуђен на краткотрајну емиграцију.
Као гимназијски професор радио је до 1868. године, а за катедру ће стати поново 1874. године. Покренуо је 1868. године политички лист Јединство у Београду. Постављен је тада за предавача опште историје на београдској Великој школи. У међувремену је постао најпре секретар, па начелник у Минисарству иностраних дела. Од 1868. до 1903. године (када је коначно пензионисан), обављао је више значајних политичких дужности. Био је министар просвете у Каљевићевој (1875) и Ристићевој влади (1879) и члан Државног савета 1890. године. Обављао је и дипломатску службу, био посланик у Букурешту (1891), Атини (1900) и Паризу (1903) и Бриселу. Предавао је Општу историју на Великој школи у Београду и касније 1877—1879. године као редовни, а потом 1883—1887. године као хонорарни професор. Он је 1878. године ректор београдске Велике школе. Бошковић се поред осталог налазио на месту председника комисије за израду закона о универзитету у Београду. Иако су га државнички послови често одвлачили од рада у Великој школи, његов предавачки рад и рад на месту министра просвете у великој мери је подигао квалитет наставе нарочито јер је раније историју редавао Панта Срећковић, склон романтичарској историографији. Бошковић је био члан Српског ученог друштва, односно Српске краљевске академије. Приступну академијску беседу читао је на скупу одржаном 22. фебруара 1894. године. Српским Ученим друштвом и председава годину дана током 1876-1877. године.
Бошковић је углавном писао уџбенике и широко засноване синтезе из опште историје, али се бавио и истраживачким радом. Објављивао је радове у различитим областима писаног стваралаштва — публицистици, белетристици, политичкој књижевности и историји. Објавио је два тома популарно писане Историје света за народ и школу (1866. и 1872. године), у којој је довео излагање до епохе Крсташких ратова. Сличног квалитета су и уџбеник из опште историје за више разреде средњих школа (1883), Слике из времена реформације (1877. и 1886) и Антикрист или цар Нерон (1882), детаљна студија о социјалним и политичким приликама у старом Риму током I века нове ере. Његови краћи радови објављени у различитим периодичним публикацијама често су били политички мотивисани, без обзира да ли били политичке или историјске садржине, и писани су оштрим полемичким стилом. Ти списи објављени су највећим делом у књизи За просвету и слободу (1882). Бошковић је посветио мало пажње српској историји. Једини значајнији рад из ове области је студија о цару Стефану Душану писана на француском језику (Фиренца, 1866). У своје публицистичке и историјске радове Бошковић је често уметао своје политичке идеје, па они више представљају сведочанство о његовом времену него значајан историографски допринос.
Стојан је пензионисан 1903. године. Живео је остатак живота и умро у Београду 1908. године. Његов син је дипломата Матеја Бошковић (1864-1950).